# جاي شري كريشنا
جاي شري كريشنا (بالإنجليزية: Jai Shri Krishna، بالسنسكريتية: जय श्री कृष्ण)، وتُرجمت أيضًا إلى جايا سري كريشنا (بالإنجليزية: Jaya Sri Krishna): هو تعبير سنسكريتي، يُترجم إلى "النصر لكريشنا"، معبود رئيسي في الهندوسية. يُعتقد أن التحية جاءت من الفيشنويين. يقال أن هذا التعبير يستخدم لتحية شخص آخر متمنياً له النجاح، كما تم استخدامه أيضًا كتحية مصحوبة بـالرأس المنحني، خاصة أثناء تحية الشخص للأكبر عمرا.
عبارة "جاي شري كريشنا" مستخدمة على نطاق واسع لتحية الناس خلال مهرجان الاحتفال بميلاد كريشنا. في الوقت الحاضر، يتم استخدام "جاي شري كريشنا" على نطاق واسع بين مجتمع الفيشنويين، والكجراتيين، والراجاستانيين، المقيمين داخل وخارج الهند.